# Ястшембя (Груєцький повіт)
Ястшембя (пол. Jastrzębia) — село в Польщі, у гміні Могельниця Груєцького повіту Мазовецького воєводства.
Населення — 54 особи (2011).
У 1975-1998 роках село належало до Радомського воєводства.

## Демографія
Демографічна структура станом на 31 березня 2011 року:
|          | Загалом | Допрацездатний вік | Працездатний вік | Постпрацездатний вік |
| -------- | ------- | ------------------ | ---------------- | -------------------- |
| Чоловіки | 22      | 4                  | 16               | 2                    |
| Жінки    | 32      | 6                  | 18               | 8                    |
| Разом    | 54      | 10                 | 34               | 10                   |